# Гребенац
Гребенац (рум. Grebenaţ) је насеље у општини Бела Црква, у Јужнобанатском округу, у Србији. Према попису из 2022. било је 599 становника.
Овде се налази Румунска православна црква Вазнесења Господњег у Гребенцу.

## Географски положај
Налази се на рубу Делиблатске пешчаре и има нешто неповољнији географски положај у односу на већину насеља белоцркванске општине, с обзиром на слабу саобраћајну повезаност. Насеље је смештено између Кајтасова и Дупљаје.

## Историја
Гребенац је старо војвођанско насеље. Први пут се помиње име Гребенац 1341. године под називом Grebencz, 1392. године; Гребенц 1713. године; Grebencz 1894. године; Гребенац 1922. године и у својој историји више пута је мењао своје име. Године 1788. у Гребенцу је постојала православна црква, школска зграда, ерарско свратиште.
На једном гребенастом огранку пешчане хумке налазе се остаци једног већег и једног мањег опкопа, који су у праисторијском времену били насељени 106. после Христа Римљани су ове опкопе преправили у кастел, који по неким треба да је на Палингеровој карти означен апо fl (a ponte fluvi). Гребенац се први пут помиње 1341. Тада је припадао крашовском комитату. 27 јуна 1390. боравио краљ Сигисмунд у војничком табору „ крај гребеначког града“. 1713. било у Гребенцу 25 домова. 1716 додељен је Вршачком диктриту (Срез, област) Темишварског Баната. идуће године пописано је 28 домова, касније су се доселили Румуни, услед чега је 1749. године било већ 203 куће. Године 1773. ушао је Гребенац у састав илирске регименте, а 1776. у састав влашко-илирске регименте и имао је, 1782. године - 1330 православних становника. Аустријски царски ревизор Ерлер је 1774. године констатовао да место "Гребенец" припада Јасеновачком округу, Новопаланачког дистрикта. Село има милитарски статус а становништво је било влашко.
После турског рата 1791. године освећен је иконостас, набављено ново звоно, а 1795. освећена је поново црква. Од 1803. до 1818. године Гребенац је седиште компаније.
Године 1827. било је у Гребенцу православних 581, а католика 11.
1838. године додељен је српском батаљону, а 1845. г. српској регименти. 1854. г. припојен је јасеновачкој компанији бројао је 1426 душа. 1873. године припојен је тамишком комитату.
Бројно кретање становништва било је године 1869 - 1453 становника, 1880 - 1762, 1890 - 2035, 1900 - 2260, 1910 - 2439. За време преврата, 30 октобра 1918. г. опљачкали су сељаци општинског бележника, трговца и општинског комесара. Општински кнез Милентије Војин, организовао је сеоску гарду, која успоставља ред. Испред цркве су стрељана 3 пљачкаша и сахрањена ван гробља.
У новембру 1918. године заузела је српска војска Гребенац, који је (1919) ушао у састав торонталашко-тамишке жупаније. 31 јануара 1921. године пописано је 2145 душа, од којих било Срба 89, Румуна 2053, а Немаца 3.
Гребенцу је 1341г. припадало имање Селеш (Szölös), које је 1346. добио у дар магистер Јоханес Руфус.

## Привреда
Становништво Гребенца се углавном бави пољопривредом. У прошлости је било развијано сточарство, и то нарочито овчарство. Од друге половине 19. века брже се развија земљорадња. После Другог светског рата, пољопривреда се развија у оквиру планске социјалистичке привреде.
Посебну културно-историјску вредност има православна црква која је изграђена 1722. године. У њој постоје три иконе сликане 1764. године.

### Познате личности
Васко Попа је рођен 29. јуна 1922. у Гребенцу код Беле Цркве, (Вршца),. По етничком пореклу је био Румун. Основну школу и гимназију завршио је у Вршцу. После тога уписао је Филозофски факултет у Београду. Студије наставља у Букурешту и Бечу. За време Другог светског рата био је затворен у немачком концентрационом логору у Зрењанину. Након завршетка рата дипломирао је на романској групи Филозофског факултета у Београду, 1949. године.

## Демографија
У насељу Гребенац живи 800 пунолетних становника, а просечна старост становништва износи 42,0 година (40,7 код мушкараца и 43,1 код жена). У насељу има 340 домаћинстава, а просечан број чланова по домаћинству је 2,99.
Ово насеље је углавном насељено Румунима (према попису из 2002. године), а у последња три пописа, примећен је пад у броју становника.
|  |

| Демографија | Демографија | Демографија |
| Година      | Становника  | Становника  |
| ----------- | ----------- | ----------- |
| 1948.       | 2.127       |             |
| 1953.       | 2.173       |             |
| 1961.       | 2.129       |             |
| 1971.       | 2.040       |             |
| 1981.       | 1.893       |             |
| 1991.       | 1.608       | 1.267       |
| 2002.       | 1.017       | 1.464       |

| Етнички састав према попису из 2002.‍ | Етнички састав према попису из 2002.‍ | Етнички састав према попису из 2002.‍ | Етнички састав према попису из 2002.‍ | Етнички састав према попису из 2002.‍ |
| ------------------------------------ | ------------------------------------ | ------------------------------------ | ------------------------------------ | ------------------------------------ |
|                                      |                                      |                                      |                                      |                                      |
| Румуни                               | Румуни                               |                                      | 837                                  | 82,30%                               |
| Срби                                 | Срби                                 |                                      | 100                                  | 9,83%                                |
| Роми                                 | Роми                                 |                                      | 51                                   | 5,01%                                |
| Мађари                               | Мађари                               |                                      | 9                                    | 0,88%                                |
| Македонци                            | Македонци                            |                                      | 4                                    | 0,39%                                |
| Хрвати                               | Хрвати                               |                                      | 2                                    | 0,19%                                |
| Немци                                | Немци                                |                                      | 1                                    | 0,09%                                |
| Југословени                          | Југословени                          |                                      | 1                                    | 0,09%                                |
| непознато                            | непознато                            |                                      | 11                                   | 1,08%                                |

| Година пописа     | 1948. | 1953. | 1961. | 1971. | 1981. | 1991. | 2002. |
| ----------------- | ----- | ----- | ----- | ----- | ----- | ----- | ----- |
| Број домаћинстава | 551   | 556   | 556   | 527   | 499   | 436   | 340   |

| Број чланова      | 1  | 2  | 3  | 4  | 5  | 6  | 7  | 8 | 9 | 10 и више | Просек |
| ----------------- | -- | -- | -- | -- | -- | -- | -- | - | - | --------- | ------ |
| Број домаћинстава | 94 | 82 | 35 | 54 | 33 | 25 | 13 | 4 | 0 | 0         | 2,99   |

| Пол    | Укупно | Неожењен/Неудата | Ожењен/Удата | Удовац/Удовица | Разведен/Разведена | Непознато |
| ------ | ------ | ---------------- | ------------ | -------------- | ------------------ | --------- |
| Мушки  | 399    | 98               | 260          | 26             | 12                 | 3         |
| Женски | 443    | 69               | 260          | 105            | 6                  | 3         |
| УКУПНО | 842    | 167              | 520          | 131            | 18                 | 6         |

| Пол    | Укупно                    | Пољопривреда, лов и шумарство | Рибарство                            | Вађење руде и камена | Прерађивачка индустрија       |
| ------ | ------------------------- | ----------------------------- | ------------------------------------ | -------------------- | ----------------------------- |
| Мушки  | 245                       | 199                           | 0                                    | 0                    | 7                             |
| Женски | 174                       | 132                           | 0                                    | 0                    | 0                             |
| УКУПНО | 419                       | 331                           | 0                                    | 0                    | 7                             |
| Пол    | Производња и снабдевање   | Грађевинарство                | Трговина                             | Хотели и ресторани   | Саобраћај, складиштење и везе |
| Мушки  | 1                         | 5                             | 11                                   | 2                    | 5                             |
| Женски | 0                         | 0                             | 8                                    | 0                    | 0                             |
| УКУПНО | 1                         | 5                             | 19                                   | 2                    | 5                             |
| Пол    | Финансијско посредовање   | Некретнине                    | Државна управа и одбрана             | Образовање           | Здравствени и социјални рад   |
| Мушки  | 0                         | 0                             | 3                                    | 8                    | 0                             |
| Женски | 0                         | 23                            | 0                                    | 6                    | 1                             |
| УКУПНО | 0                         | 23                            | 3                                    | 14                   | 1                             |
| Пол    | Остале услужне активности | Приватна домаћинства          | Екстериторијалне организације и тела | Непознато            | Непознато                     |
| Мушки  | 2                         | 0                             | 0                                    | 2                    | 2                             |
| Женски | 0                         | 0                             | 0                                    | 4                    | 4                             |
| УКУПНО | 2                         | 0                             | 0                                    | 6                    | 6                             |